# Africaleurodes indicus
Africaleurodes indicus là một loài côn trùng cánh nửa trong họ Aleyrodidae, phân họ Aleyrodinae.
Africaleurodes indicus được Regu & David miêu tả khoa học đầu tiên năm 1993.